# Мацевичюс, Казис Антанович
Казис Антанович Мацевичюс (2 января 1907, Глазго, Шотландия — 18 августа 1974, Кедайняй, Литовская ССР) — председатель колхоза имени Каролиса Пожела Дотнувского (Кедайнского) района Литовской ССР, Герой Социалистического Труда (05.04.1958).
Брат Йонаса Антановича Мацевичуса. Окончил Кедайняйскую гимназию. С 1926 рабочий. В 1931—1932 учился в Москве. В 1935—1940 содержался в тюрьме за антигосударственную деятельность. Освобождён после присоединения Литвы к СССР.
С сентября 1940 по июнь 1941 начальник Шауляйского отдела НКВД. Во время немецкой оккупации (1941—1945) работал в подполье.
В 1947 г. после организации колхоза имени Каролиса Пожела (Дотнувский (Кедайнский) район) избран его председателем.
В 1957 году окончил сельскохозяйственный техникум в г. Ионишкелис.
За перевыполнение планов продажи государству молока, мяса и зерна награждён многими наградами. Герой Социалистического Труда (05.04.1958). Заслуженный работник сельского хозяйства Литовской ССР (1965). Награждён двумя орденами Ленина, орденами Октябрьской революции и Трудового Красного Знамени, медалями, бронзовой медалью ВДНХ.
Депутат Верховного Совета Литовской ССР с 4 по 7 созыв.
Автор книги:
- Macevičius K. — Ilgai brandintas grūdas. — Vilnius: Vaga, 1964. — 322 p.